# Неправилна менструална крварења
Неправилна менструална крварења или дисфункционална крварења материце означавају поремећаје менструалног циклуса у коме менструално крварење, отступа од  нормалног  у: трајању (нормално од 4 до 7 дана),   количини излучене крви (нормално до 80 мл)  и редовности (нормално 21 до 35 дана). 

## Карактеристике
Поремећаји менструалног крварења су познати од давнина, па су их многи истраживачи кроз историју називали и третирали на  различите начине, да би тек у 19. веку Roberto Schroeder,  у свом раду о менструацији,  описао три карактеристике менструације (које су до данас познате и који се сваким даном све више шире међу лекарима и другим струкама), а то су:
- периодичност - у односу на датуму почетка менструације (која се јавља сваких 28 до 30 дана)

- интензитет - количини крви која се губи током менструације (који просечно износи до 80 мл)

- трајање -  одговара данима колико дуго траје менструални губитак крви (обично је то три до четири дана)

У односу на напред наведене карактеристике менструације примери неправилних менструалних циклуса укључују:
- Периоде који се јављају краће од 21 дана или више од 35 дана
- Пропуштена три или више менструална периода заредом
- Менструални ток који је много јачи или мањи него иначе
- Периоди менструалног крварења који трају дуже од седам дана
- Периоди менструалног крварења који су праћене болом, грчевима, мучнином или повраћањем
- Оскудно крварење или мрље које се дешава између менструација, након менопаузе или после секса.

|                  | Знаци и симптоми |
| ---------------- | --- |
| Менорагија       | Продужено менструално крварење |
| Метрорагија      | Честа крварења без редовне појаве, невезано за циклус |
| Менометрорагија  | Продужено, обилно и неправилно крварење |
| Брахименореја    | Крварење траје мање од 3 дана |
| Аменореја        | Стање у којем су менструације код жене потпуно престале. Одсуство менструације 90 или више дана сматра се абнормалним осим ако је жена трудна, доји или пролази кроз менопаузу (што се обично јавља код жена између 45 и 55 година). Изостанак прве менструације до 16 године живота или изостанак менструације дуже од 6 месеци. Младе жене које нису почеле менструацију до 15 или 16 година или у року од три године након што су њихове груди почеле да се развијају такође се сматра да болују од аменореје. |
| Олигоменореја    | Одсуство менструације од 6 недеља до 6 месеци |
| Полименореја     | Крварење које се јавља када се менструални циклуси јављају у периодима краћим од 21 дана |
| Хиперменореја    | Веома обилна менструација |
| Хипоменореја     | Веома оскудна менструација |
| Оскудно крварење | Оскудно тачкасто крварење |

## Етиологија
Постоји много узрока абнормалних менструалних крварења, почев од стреса до озбиљнијих здравствених стања:

### Стресни фактори и начина живота
Добијање или губитак значајне тежине, дијета, промене у рутини вежбања, путовања, болест или други поремећаји у свакодневној рутини жене могу утицати на њен менструални циклус.

### Пилуле за контролу рађања
Већина контрацепцијских пилула садржи комбинацију хормона естрогена и прогестина (неке садрже само прогестин). Пилуле спречавају трудноћу тако што спречавају јајнике да отпуштају јајну ћелију. Укључивање или искључивање контрацепцијских пилула може утицати на менструацију. Неке жене имају нередовне или изостане менструације и до шест месеци након престанка узимања контрацепцијских пилула. Ово је важно узети у обзир када планирате зачеће и трудноћу. Жене које узимају контрацепцијске пилуле које садрже само прогестин могу имати крварење између менструација.

### Полипи или фиброиди материце
Полипи материце су мале бенигне (неканцерозне) израслине у слузокожи материце. Фиброиди материце су тумори који се везују за зид материце. Може постојати један или више фиброида, који се крећу од малих као што су семенке јабуке до величине грејпфрута. Ови тумори су обично бенигни, али могу изазвати обилно крварење и бол током менструације. Ако су фиброиди велики, они могу извршити притисак на бешику или ректум, изазивајући нелагодности и сметње у мокрењу и дефекацији.

### Ендометриоза
Ткиво ендометријума које облаже материцу разграђује се сваког месеца и испушта се са менструалним током. Ендометриоза се јавља када ткиво ендометријума почиње да расте изван материце. Често се ткиво ендометријума везује за јајнике или јајоводе; понекад расте на цревима или другим органима у доњем делу дигестивног тракта и у пределу између ректума и материце. Ендометриоза може изазвати абнормално крварење, грчеве или бол пре и током менструације, као и болан сексуални однос.

### Инфламаторна болест карлице
Инфламаторна болест карлице (ПИД) је бактеријска инфекција која погађа женски репродуктивни систем. Бактерије могу ући у родницу (вагину) током сексуалног контакта, а затим се проширити на материцу и горњи генитални тракт. Бактерије такође могу ући у репродуктивни тракт јатрогено након гинеколошких процедура или порођаја, побачаја или абортуса. Симптоми инфламаторних болести карлице укључују обилан исцедак из роднице са непријатним мирисом, нередовне менструације, бол у карлици и доњем делу стомака, грозницу, мучнину, повраћање или дијареју.

### Синдром полицистичних јајника
Код синдрома полицистичних јајника, јајници стварају велике количине андрогена, који су мушки хормони. У јајницима се могу формирати мале кесице (цисте) испуњене течношћу. Често се могу видети на ултразвуку. Хормонске промене могу спречити сазревање јајних ћелија, па се овулација можда неће одвијати доследно. Понекад ће жена са синдромом полицистичних јајника имати нередовне менструације или потпуно престати са менструацијом. Поред тога, стање је повезано са гојазношћу, неплодношћу и хирзутизмом (прекомерни раст косе и акне). Ово стање може бити узроковано хормонском неравнотежом, иако је тачан узрок непознат. Лечење синдрома полицистичних јајника зависи од тога да ли жена жели трудноћу. Ако трудноћа није циљ, онда губитак тежине, оралне контрацептиве, а лек Метформин (сензибилизатор инсулина који се користи код дијабетеса) може регулисати циклус жене. Ако се жели трудноћа, могу се испробати лекови који стимулишу овулацију.

### Превремена инсуфицијенција јајника
Ово стање се јавља код жена млађих од 40 година чији јајници не функционишу нормално. Менструални циклус се зауставља, слично менопаузи. Ово се може десити код пацијената који се лече од рака хемотерапијом и зрачењем, или ако имају породичну историју преурањене инсуфицијенције јајника или одређених хромозомских абнормалности.

### Други узроци
Други узроци абнормалне менструације укључују 
- Рак материце или рак грлића материце
- Лекови, као што су стероиди или антикоагуланси (разређивачи крви).
- Медицинска стања, као што су поремећаји крварења, недовољно или претерано активна штитна жлезда или поремећаји хипофизе који утичу на хормонску равнотежу.
- Компликације повезане са трудноћом, укључујући побачај или ванматеричну трудноћу (оплођено јаје се имплантира изван материце; на пример, унутар јајовода).

## Дијагноза
| Процедура                   | |
| --------------------------- | --- |
| Анамнеза                    | Разговорoм са болесницом треба прикупити следеће информација, које су битне за откривање стварне природе болести и тачно постављање дијагнозе: - Искључите трудноћу или употребу хормонске контрацепције - Галактореја и андрогени симптоми (повећање телесне тежине, акне, губитак коса, хирзутизам) - Претходне хируршке интервенције на гениталном тракту (цервикс, материца) - Поремећај у исхрани, стрес или прекомерна физичка активност - Искључити повезане хроничне болести и употребу лекова (антагониста допамин) - Повреде главе, оштећење вида, главобоља - Примена хемотерапије или радиотерапије |
| Општи и гинеколошки преглед | Општим и гинеколошки прегледом треба: - Израчунати БМИ (<17 или >30) - Одредите полне карактеристике - Посматрајте стигме ендокринопатија или Турнеров синдром - Обратите пажњу на знаке вирилизације - Утврдити оток трбуха - Да ли је химен неперфориран - Да ли постоји слепи завршетак роднице или септум роднице - Да ли постоји недостатак грлића материце или материце |
| Хормонски тестови           | Од тестова треба урадити: - Тест на трудноћу - хЦГ бета подјединица - Тест за одреживање вредности ФСХ и ЛХ, однос ФСХ/ЛХ - Тест на тестостерон и СХБГ - Тест на пролактин |
| Остали тестови              | Од осталих тестова треба урадити: - Криву базалне температуре - Ултразвучни преглед мале карлице - ЦТ и МРИ главе и карлице - Хистероскопију - Кариотипизацију у одсуству материце или тест на Тарнеров синдром - Специфичне тестове за ендокринопатије |
| Остали прегледи             | Пацијеницу обавезна треба послати на: - Консултативни преглед ендокринолога - Консултативни преглед неуролога |

## Терапија
Постоји неколико опција лечења неправилног крварења, у зависити од узрока крварења, старости пацијентице и да ли она жели да затрудни  у будућности. 
Ако је крварење умереног интензитета, пацијентици се саветује узимање оралних контрацептива који садрже релативно високе дозе естрогена. У тежим случајевима неопходно је болничко лечење, одмор и примена естрогена и прогестерона у облику инјекција.
Један од облика лечења је и уградња интраутериног уређаја (једна врста спирале) који  лекар убацује у материцу кроз родницу како би спречио трудноћу.  Овај уређај може значајно смањити абнормално крварење. Како понекад спирале (као и контрацептивне пилуле) могу изазвати абнормално крварење, ако се то догоди пацијентица о томе одмах треба да извести лекара.
Од осталих лекова најчешће се прописују препарати гвожђа због могуће секундарне анемије,  и орални контрацептиви (наредних неколико месеци) како би се спречило поновно појављивање интензивног крварења из материце.
Ако хормонски препарати не зауставе крварење, онда се након биопсије ендометријума или експлоративне киретаже (како би се утврдио тачан узрок крварења),  примењује каузална терапија у складу са добијеним налазом, нпр:
- Хистеректомија или уклањање материце, након које жена неће  имати више менструације али нећете моћи и да затрудни. Хистеректомија је велика операција која захтева општу анестезију и дужи боравак у болници.

- Аблација ендометријума је хируршка процедура која уништава слузокожу материце, али за разлику од хистеректомије, не уклања материцу. Аблација ендометријума може зауставити сва менструална крварења код неких жена. Међутим, неке жене и даље имају лагано менструално крварење или мрљасто крварење након аблације ендометријума. Док одређен број жена има редовне менструације након процедуре, део њих  и даље мора  да користе неки облик контроле рађања иако, у већини случајева, трудноћа није вероватна након процедуре.

## Превенција
У мере ревенције неправилног менструалног крварења може се применити:
- Одржавање здравог начин живота умереним вежбањем и уносом квалтетне хране. Ако особа мора смршати то мора радити постепено уместо да се окрећете дијетама које драстично ограничавају унос калорија и храњљивих материја.
- Довољно време одмора.
- Технике вежбања за смањења стреса и опуштање.
- Код  спортиста, смањити дуготрајне или интензивне рутине вежбања. Прекомерне спортске активности могу изазвати нередовне менструације.
- Пилуле за контролу рађања или друге методе контрацепције према упутствима лекара.
- Промену тампона или хигијенске улошке отприлике сваких четири до шест сати да би се избегао синдром токсичног шока и спречили инфекције.
- Редовне прегледе код гинеколога.

## Када затражити медицинску помоћ због неправилне менструације?
Лекару или медицинском стручњаку ђена би требало да се обрати ако има било који од следећих симптома:
- Јак бол током менструације или између менструација
- Неуобичајено јако крварење (квашење кроз хигијенски уложак или тампон сваких два до три сата) или излажење великих угрушака
- Ненормалан или непријатан вагинални исцедак
- Високу температуру
- Период крварења који траје дуже од седам дана
- Крварење или крвне мрље из роднице између менструације или након што је прошла кроз менопаузу
- Менструације које постају веома нередовне након што је имала редовне менструалне циклусе
- Мучнину или повраћање током менструације
- Симптоми синдрома токсичног шока, као што су грозница,, повраћање, дијареја, несвестица или вртоглавица

Такође би жена требало да посетите лекара ако мисли  да је трудна.